# Nikobári ásótyúk
A nikobári ásótyúk (Megapodius nicobariensis) a madarak osztályának tyúkalakúak (Galliformes) rendjébe és az ásótyúkfélék (Megapodiidae) családjába tartozó Megapodius nem egyik faja.

## Rendszerezése
A fajt Edward Blyth amerikai ornitológus írta le 1846-ban. Sorolták a Megapodius freycinet alfajaként Megapodius freycinet nicobariensis néven.

## Alfajai
- Megapodius nicobariensis abbotti Oberholser, 1919
- Megapodius nicobariensis nicobariensis Blyth, 1846

## Előfordulása
Az Indiához tartozó Nikobár-szigetek területén honos. Természetes élőhelyei a szubtrópusi és trópusi síkvidéki esőerdők. Állandó, nem vonuló faj.

## Megjelenése
Testhossza 43 centiméter, testtömege 600-1000 gramm.

## Természetvédelmi helyzete
Az elterjedési területe kicsi, egyedszáma egy 2004-es szökőár következménye miatt nagyot csökkent, jelenlegi állománya viszont kicsi, de stabil. A Természetvédelmi Világszövetség Vörös listáján sebezhető fajként szerepel.

## Képek

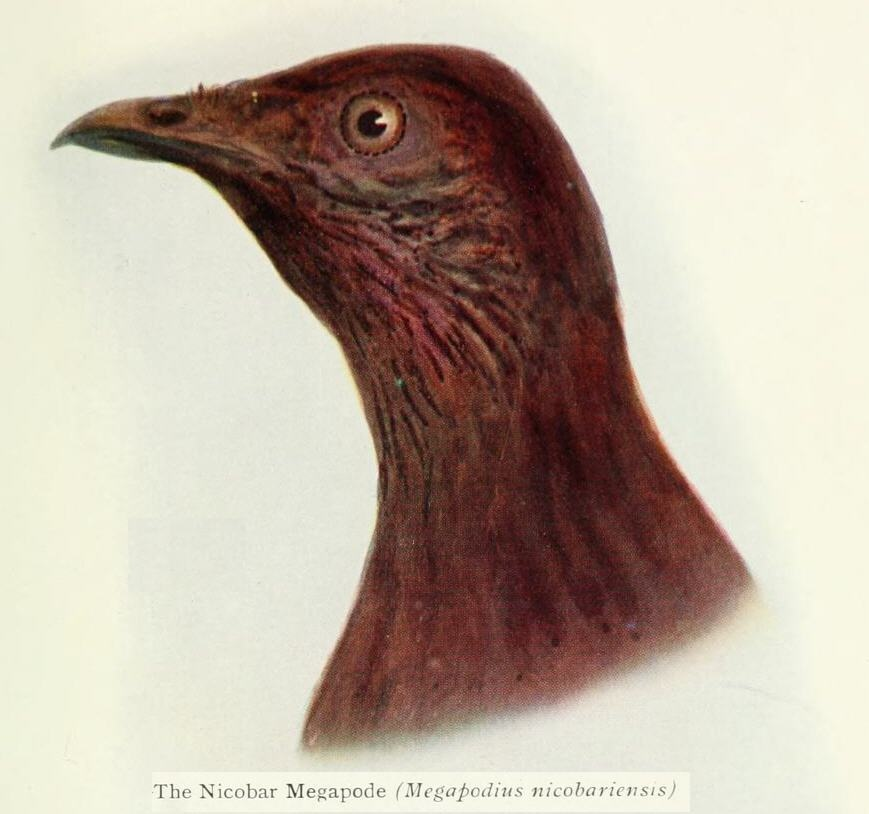
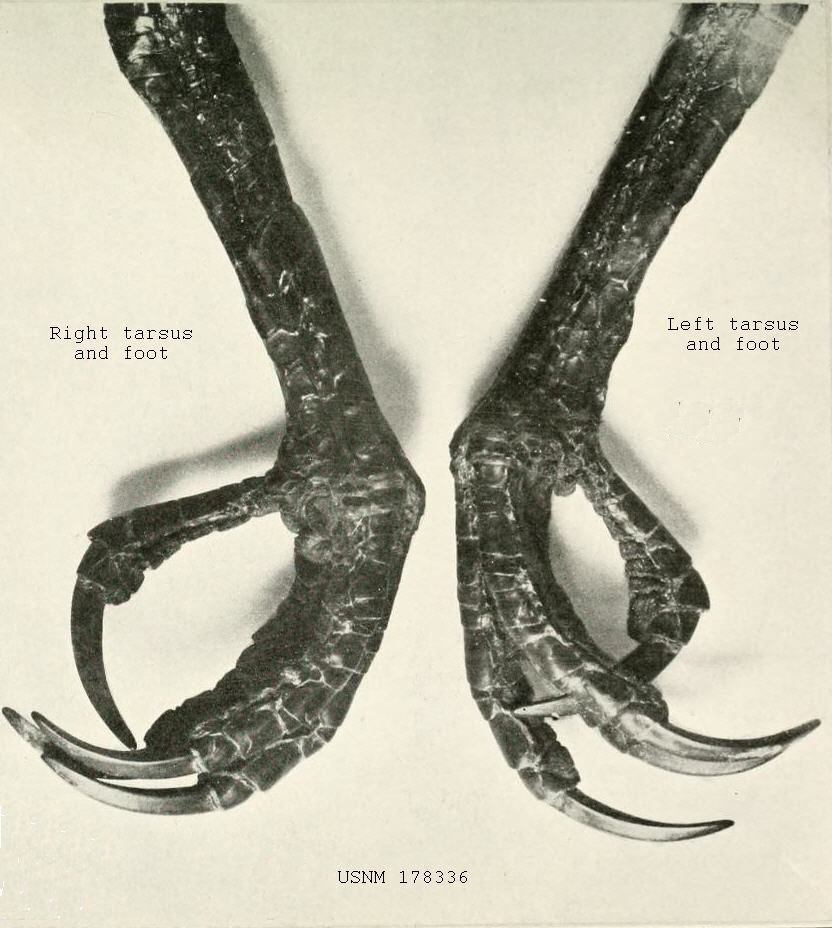
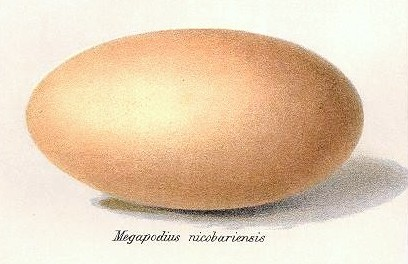